# Tolniki Wielkie
Tolniki Wielkie (deutsch Tollnigk) ist ein Dorf sowie Sołectwo in der Landgemeinde Kiwity. Es liegt im Powiat Lidzbarski in der Woiwodschaft Ermland-Masuren im Nordosten Polens.

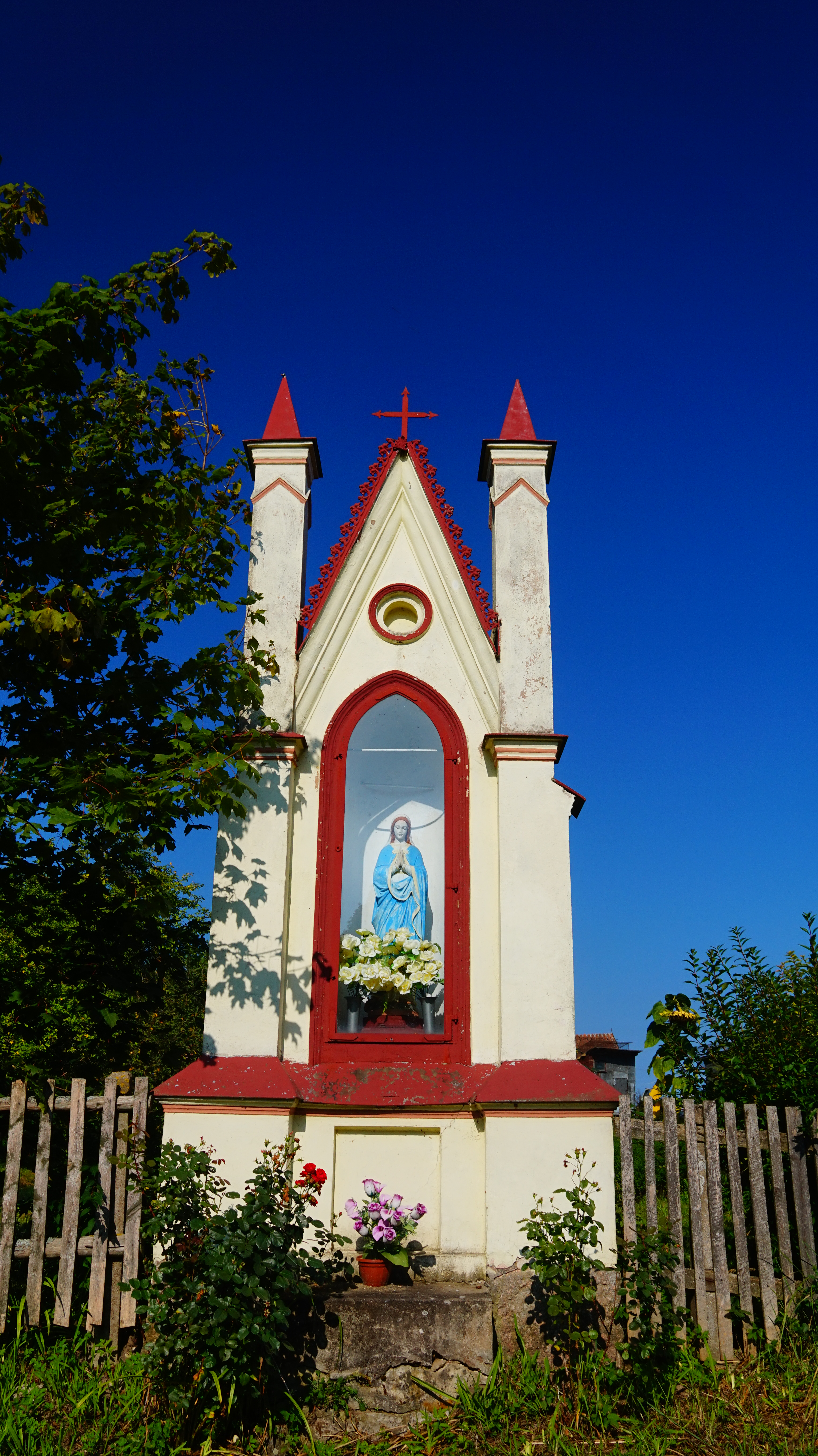
Bildstock in Tolniki Wielkie

## Geographie

### Geographische Lage
Tolniki Wielkie liegt neben der Stablacker Landschaft, die zum Baltischen Höhenrücken gehört. Charakteristisch für die Gegend sind zahlreiche Seen, Flüsse, sowie Nadel- und Mischwälder.
Die Entfernung nach Kiwity beträgt acht, nach Lidzbark Warmiński zwölf und nach Olsztyn 47 Kilometer.

### Geologie
Die Landschaft ist durch den Eisschild gestaltet worden und ist eine postglaziale, hügelige, bewaldete Grundmoräne mit vielen Rinnen-, Binnenseen und Flüssen.

## Geschichte
Ursprünglich lebten hier die heidnischen Prußen. Seit 1243 war das Bistum Ermland ein Teil des Deutschordenslandes.
Nach dem Zweiten Frieden von Thorn im Jahr 1466 wurde Ermland als autonomes Fürstbistum Ermland der Krone Polens unterordnet. Mit der ersten Teilung Polens im Jahr 1772 wurde Ermland ein Teil des Königreichs Preußen und später der Provinz Ostpreußen.
Tollnigk gehörte von 1818 bis 1945 dem Kreis Heilsberg an. Die Landgemeinde Tollnigk gehörte von 1874 bis 1945 zum Amtsbezirk Siegfriedswalde. Nach dem 20. Januar 1945 wurde Voigtshof von der Roten Armee eingenommen. Nach Kriegsende kam das Dorf zur Volksrepublik Polen und heißt Tolniki Wielkie.

## Religion
Tolniki Wielkie gehört heute wie Tollnigk bereits vor 1945 zur römisch-katholischen Pfarrei Żegoty (Siegfriedswalde), die jetzt im Erzbistum Ermland liegt. 
Bis 1945 war Tollnigk außerdem in die evangelische Kirche Heilsberg in der Kirchenprovinz Ostpreußen der Kirche der Altpreußischen Union eingepfarrt, während Tolniki Wielkie heute jedoch zur Diözese Masuren der Evangelisch-Augsburgischen Kirche in Polen gehört.

## Verkehr
Tolniki Wielkie liegt an der Nebenstraße 1946N, die von Kobiela (Kobeln) nahe der Woiwodschaftsstraße 513 über Klutajny (Klotainen) bis nach Blanki (Blankensee) verläuft.
Tolniki Wielkie resp. Tollnigk war von 1899 bis 1996 Bahnstation. Sie lag an der heute nicht mehr existierenden Bahnstrecke (Niedersee–) Rothfließ–Heilsberg–Zinten (–Königsberg).

## Persönlichkeiten
- Gerhard Fittkau (1912–2004), römisch-katholischer Theologe und Buchautor, wurde in Tollnigk geboren